# Irlahüll

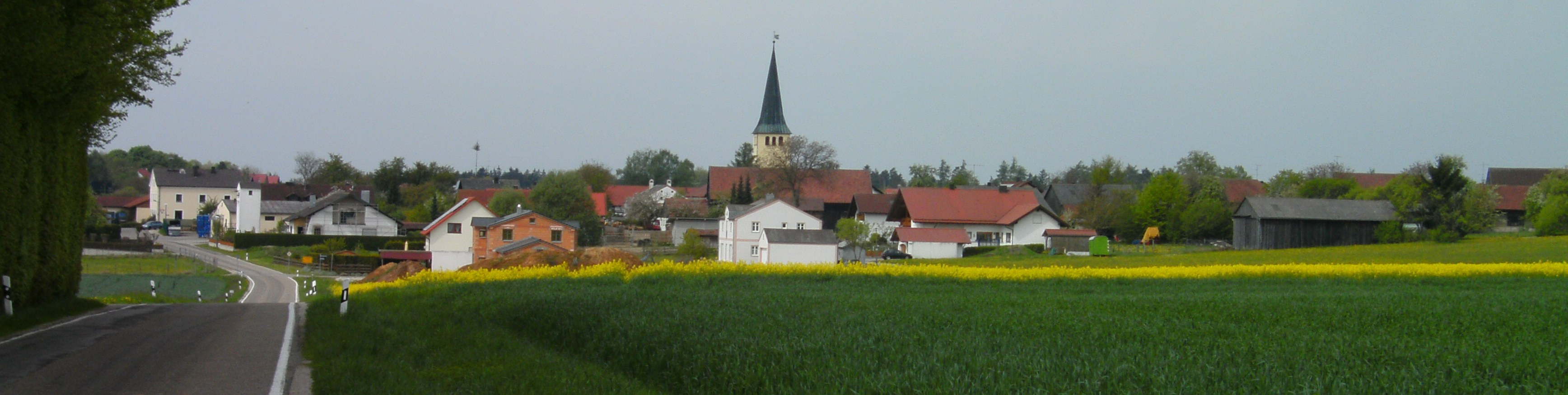
Irlahüll

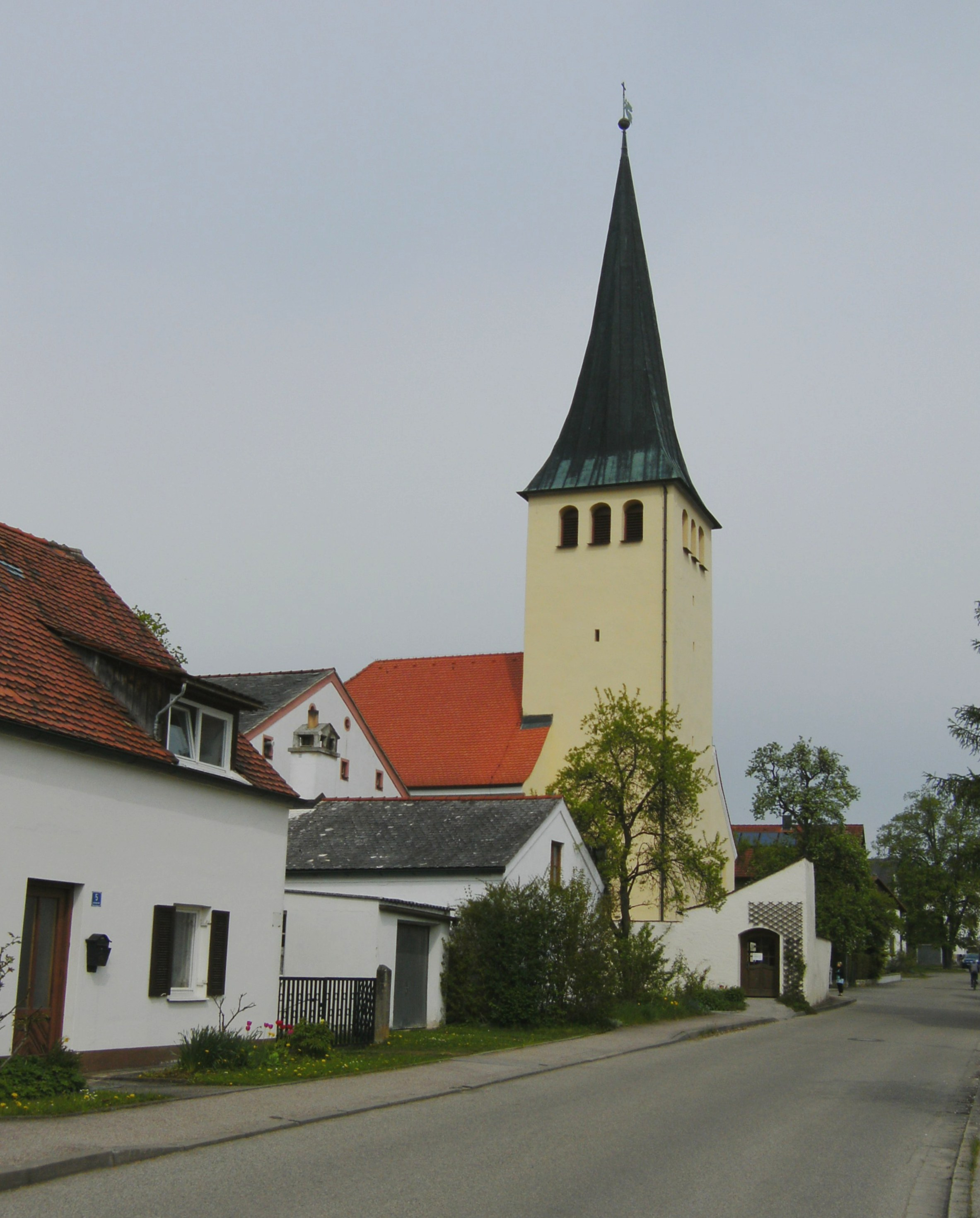
Kirche von Irlahüll

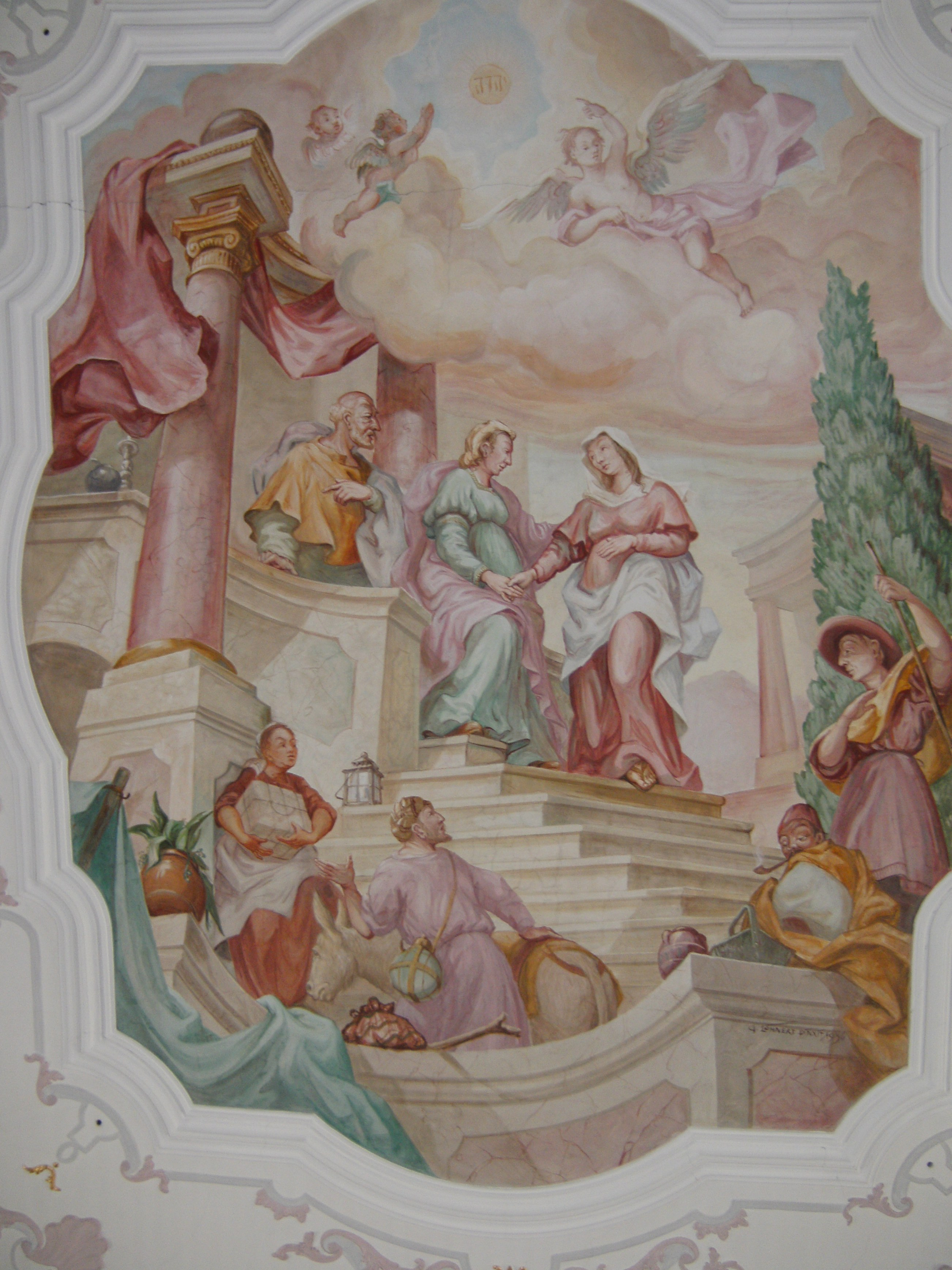
Deckengemälde in der Kirche

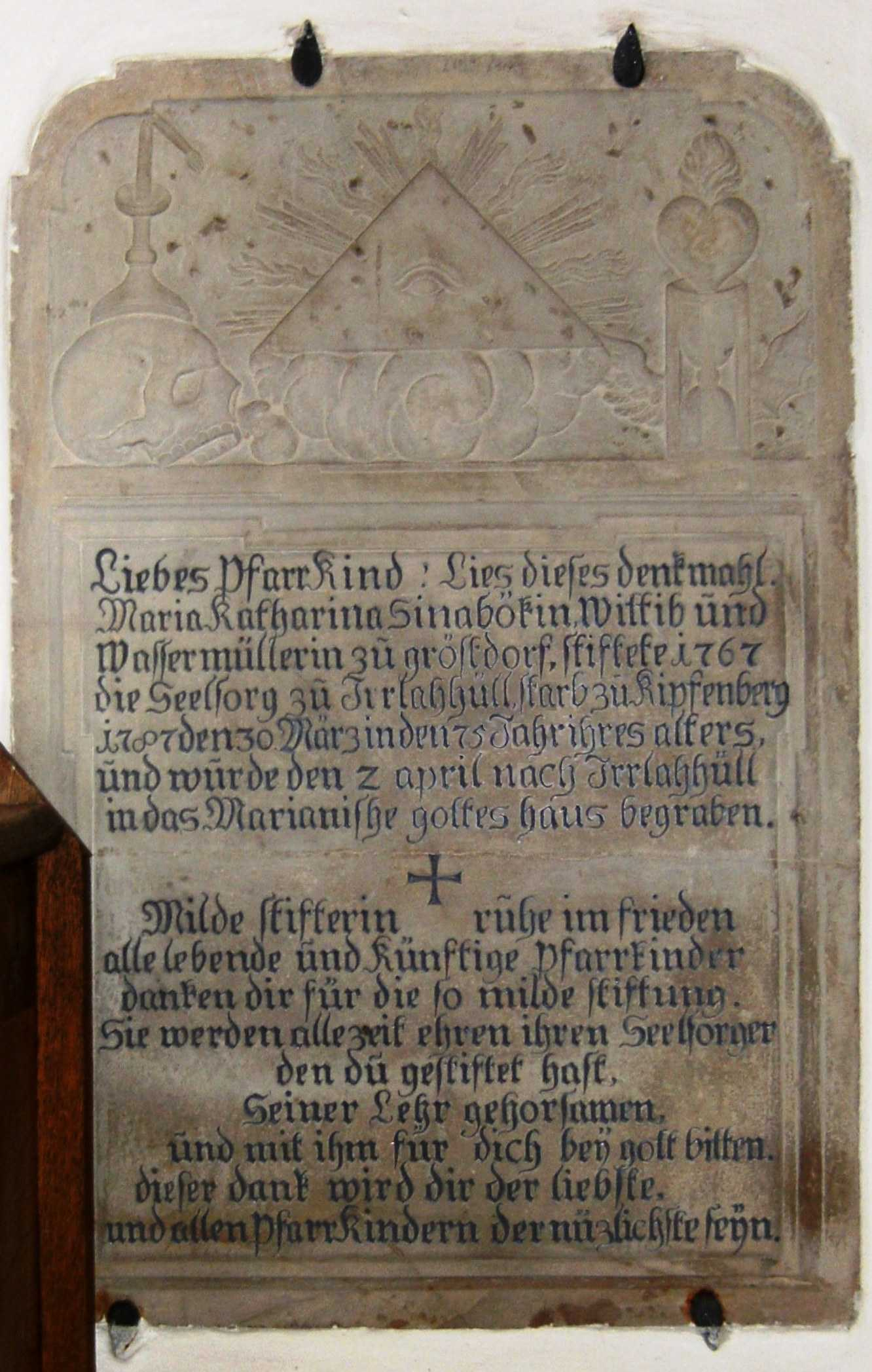
Grabstein der Stifterin

Irlahüll ist ein Ortsteil des Marktes Kipfenberg im oberbayerischen Landkreis Eichstätt im Naturpark Altmühltal.

## Lage
Das Pfarrdorf liegt auf der Hochfläche der südlichen Frankenalb nordöstlich des Gemeindesitzes Kipfenberg und östlich der Bundesautobahn A 9. Es ist vom Altmühltal aus über eine Abzweigung der Staatsstraße 2230 in Kipfenberg-Kemathen zu erreichen. Ortsverbindungsstraßen führen von Irlahüll aus nach den Kipfenberger Ortsteilen Buch (Kreisstraße EI 22) und Oberemmendorf.

## Geschichte
Der Ort „Erlinhul“ (=Hüll mit Erlengehölz oder Hüll des Erluin) ist alter Besitz der Eichstätter Kirche. Erstmals wird der Ort im Zusammenhang mit einem Lehen von zwei Höfen und den Zehent an Graf Bertold von Graisbach im Jahr 1265 erwähnt. Spätestens mit dem Aussterben der Graisbacher 1327 fielen diese Lehen an den Bischof zurück; möglicherweise sind sie mit jenen zwei Gütern identisch, die 1308 Propst Ulrich von Spalt zur Stiftung der Vikarie St. Elisabeth am Eichstätter Dom gab. Lehenbesitz in Irlahüll hatten auch die Absberger zu Rumburg; 1447 bestand er aus acht Gütern, die nach Hirschberg vogtbar waren. Ein weiteres hatten sie zu diesem Zeitpunkt in Eigenbesitz. 1546 fielen die Absberger Lehenhöfe an das Hochstift zurück; bereits 1398 hatte Bischof Friedrich IV. dem Schweiger (Sweygger) von Gundelfingen Irlahüller Höfe abgekauft, die ursprünglich wohl zum fränkischen Königshof Greding gehörten. Um die Mitte des 15. Jahrhunderts hatten die Wildensteiner Feldlehen inne, 1644 hatten die Muggenthaler auf Einzelstücken Lehen. 1561 kaufte der Bischof den Zehent. 1602 bestand das Dorf aus 24 Häusern. Für 1644 ist überliefert, dass sich die bischöflichen Hauptgüter in Irlahüll auf acht beliefen.
Neben den Adels- und Bischofsgütern gab es in Irlahüll weiteren Grundbesitz. Das Augustinerchorherren-Kloster Rebdorf besaß einen Hof, der allerdings bereits um 1518 in bischöflichen Besitz gekommen war. In Eichstätt hatte das Domkapitel bis zur Säkularisation 1802 zwei Irlahüller Güter in Besitz, Einzelstücke gehörten dem Dominikanerkloster Eichstätt, der Glöcklmesse im Dom und ein Hopfengarten der Kollegiata. Die Kirchen in Kinding und Irlahüll erhielten Abgaben. Daneben existierte viel bäuerliches Eigengut; 1741 werden bei insgesamt 177 Dorfbewohnern die Familien Laurer, Löhlein, Öttinger, Regensburger, Schmid, Flierle und Weber genannt. Irlahüll gehörte bis zur Säkularisation zusammen mit sieben anderen Orten zur Ehehaft Irfersdorf und zum Kastenamt Beilngries des Oberamtes Beilngries-Hirschberg.
Bei der Säkularisation kam das untere Hochstift, in dem auch das Kastenamt Beilngries und damit auch Irlahüll lag, an den Großherzog Erzherzog Ferdinand III. von Toskana. 1806 erhielt das Königreich Bayern das Gebiet; Irlahüll gehörte nunmehr zum Landgericht Kipfenberg. Im herzoglich leuchtenbergischen Fürstentum Eichstätt (1817–1833) verblieb das Dorf, das aus 32 Häusern mit circa 150 Bewohnern bestand, beim Herrschaftsgericht Kipfenberg.
Ab 1808 bildete Irlahüll mit Buch und Gelbelsee den Steuerdistrikt Gelbelsee im Altmühlkreis; 1818 wurden die Orte durch das zweite Gemeindeedikt wieder selbstständige Gemeinden.
Bei der bayerischen Gebietsreform schloss sich Irlahüll am 1. April 1971 als ein Ortsteil dem Markt Kipfenberg im Landkreis Eichstätt an. Am 1. Juli 1972 erfolgte im Zuge der Landkreisreform der Wechsel von Mittelfranken nach Oberbayern.
1808 betrug die Einwohnerzahl 153 und 1939 183. 1959 gab es eine Flurbereinigung. 1983 gab es im Dorf bei 193 Einwohnern zwölf landwirtschaftliche Vollerwerbs- und 16 Nebenerwerbsbetriebe und einige Handwerksbetriebe. 
Den Ort unterquert der über sieben Kilometer lange Irlahülltunnel der Schnellfahrstrecke Nürnberg–Ingolstadt, bei dessen Bau verschiedene Höhlen im Karst des Jura erhebliche Probleme bereiteten.

## Katholische Pfarrei Irlahüll
Im Mittelalter war Irlahüll Filiale von Irfersdorf, zeitweilig von Kinding. In der Spätgotik wurde die Kirche 1466 außer dem Turm neu gebaut. 1767 wurde die selbständige Seelsorgestelle (Kuratbenefizium) „Irrlahhüll“ von der Grösdorfer Wassermüllerin gestiftet. 1848 (nicht 1846!) erfolgte die Erhebung zur Pfarrei. Heute wird die Pfarrei (2007: 211 Katholiken) ebenso wie die Irlahüller Filiale St. Sebastian in Buch (2007: 145 Katholiken) von Gelbelsee aus seelsorgerlich betreut. Das Kirchen-Patrozinium ist Mariä Heimsuchung.
Während der Kirchturm mit seinem achtseitigen Spitzhelm wohl noch romanisches Mauerwerk aufweist, ist das heutige Kirchenschiff ein Barockbau, wohl von 1742, der 1752 geweiht wurde. Jedenfalls wurde 1742 das Langhaus wohl von Franz Xaver Horneis stuckiert und kamen die drei viersäuligen Altäre in die Kirche. 1852 wurde die Kirche nach Westen erweitert und 1859 die inzwischen sanierungsbedürftige Bittner-Orgel aufgestellt. Das Deckengemälde stammt von Sebastian Wirsching aus dem Jahr 1880. Den barocken Hochaltar schmückt eine „bemerkenswerte“ (Mader, Hirschberg, S. 183) Marienfigur der Spätgotik (circa 1470–1480); seitlich stehen die hl. Petrus und Paulus (um 1500). Die Seitenaltäre haben Nazarener-Altarbilder aus dem 19. Jahrhundert. Über dem Chorbogen ist das Wappen von Fürstbischof Johann Anton II. von Freyberg angebracht, in dessen Regierungszeit die Kirche neu gebaut bzw. barockisiert wurde. Beim linken Seitenaltar ist in die Langhauswand der Jura-Grabstein der Stifterin Maria Katharina Sinaböck († 1787) von Grösdorf eingelassen. Am Kriegerdenkmal findet man das Tympanon einer Sakramentsnische mit dem Schmerzensmann als Halbfigur, geschaffen um 1530/50 von der Werkstatt von Loy Hering.
In der amtlichen Denkmalliste sind weitere acht Objekte aus dem Pfarrdorf eingetragen, siehe Liste der Baudenkmäler in Irlahüll.

## Vereine
- Freiwillige Feuerwehr, gegründet 1895